# Witkeelzwaluw
De witkeelzwaluw (Hirundo albigularis) is een zwaluw uit het geslacht Hirundo.

## Verspreiding en leefgebied
Deze soort broedt in zuidelijk Afrika en trekt na de broedtijd naar het noorden tot Angola en het zuiden van Congo-Kinshasa.

## Status
De grootte van de populatie is niet gekwantificeerd maar de soort wordt omschreven als algemeen. Op de Rode lijst van de IUCN heeft deze soort de status niet bedreigd.